# Pegaso II Z-203
O Pegaso II Z-203 conhecido também como Pegaso Mofletes foi um caminhão fabricado na Espanha em 1946 pela Pegaso empresa que fazia parte da ENASA.
O modelo foi baseado no modelo anterior o Hispano-Suiza 66G, que após seu lançamento ficou conhecido como Pegaso I, o modelo Pegaso II tinha duas versões uma à gasolina e uma a diesel sendo fácil a sua distinção por conta da grade frontal, nos modelo a gasolina a grade possuía nove travessas horizontais enquanto que nos modelos a diesel eram treze travessas.
Uma característica do modelo era que a direção encontrava-se na direita da cabine, o Pegaso II teve uma produção total com 2139 unidades sendo que a linha foi fechada em 1959.